# بژوسکی بژژنگسکیه
بژوسکی بژژنگسکیه (به لهستانی:  Brzóski Brzezińskie) یک روستا در لهستان است که در گمینا وسوکیه مازوویتسکیه واقع شده‌است.